# Nikita Bersenev
Nikita Bersenev (Никита Берсенев en russe), né le 25 mars 2000, est un coureur cycliste russe. Il court à la fois sur route et sur piste. Il est notamment champion d'Europe de poursuite par équipes en 2020.

## Biographie
En juin 2019, il obtient la médaille d'or en poursuite par équipes aux Jeux européens de Minsk.

## Palmarès sur piste

### Coupe des nations
- 2021
  - 3e de la poursuite par équipes à Saint-Pétersbourg

### Championnats d'Europe
| Édition / Épreuve                 | Poursuite individuelle | Poursuite par équipes                    |
| Aigle 2018 (espoirs)              | Bronze                 |                                          |
| Fiorenzuola d'Arda 2020 (espoirs) |                        | Or (avec Gonov, Syritsa et Smirnov)      |
| Plovdiv 2020                      |                        | Or (avec Dubchenko, Gonov et Evtushenko) |

### Jeux européens
| Édition / Épreuve | Poursuite par équipes               |
| Minsk 2019        | Or (avec Smirnov, Gonov et Syritsa) |

### Championnats de Russie
- 2019
  -  Champion de Russie de poursuite par équipes (avec Ivan Smirnov, Lev Gonov et Gleb Syritsa)
  - 3e du scratch
- 2020
  -  Champion de Russie de poursuite par équipes (avec Ivan Smirnov, Lev Gonov et Gleb Syritsa)
- 2021
  - 3e de la poursuite par équipes

## Palmarès sur route
- 2024
  - 4e étape du Tour de Biélorussie